# (34737) 2001 QC71
2001 QC71 (asteroide 34737) é um asteroide da cintura principal. Possui uma excentricidade de 0.10986080 e uma inclinação de 7.04487º.
Este asteroide foi descoberto no dia 18 de agosto de 2001 por LINEAR em Socorro.